# 1801
| [ Edytuj tabelę ]              | |
| Emir Afganistanu               | - 1793 Zaman Szah Durrani 1801 - 1801 Mahmud Szah Durrani 1803                                                                                 |
| Współksiążęta Andory           | - 1797 Francesc Antoni de la Dueña y Cisneros 1812                                                                                             |
| Arcyksiążę Austrii             | - 1792 Franciszek II Habsburg 1804 |
| Elektor Bawarii                | - 1799 Maksymilian IV Józef 1805 |
| Sułtan Brunei                  | - 1796 Muhammad Tajuddin 1807 |
| Cesarz Chin                    | - 1796 Jiaqing 1820 |
| Król Czech                     | - 1792 Franciszek II Habsburg 1835 |
| Król Danii                     | - 1766 Chrystian VII 1808 |
| Dalajlama                      | - 1758 Jamphel Gjaco 1804 |
| Król Hiszpanii                 | - 1788 Karol IV 1808 |
| Szach Iranu                    | - 1797 Fath Ali Szah 1834 |
| Państwo Wielkich Mogołów       | - 1759 Shah Alam II 1806 |
| Król Irlandii                  | - 1760 Jerzy III Hanowerski 1820 |
| Cesarz Japonii                 | - 1779 Kōkaku 1817 |
| Kalif                          | - 1789 Selim III 1807 |
| Patriarcha Konstantynopola     | - 1798 Neofit VII 1801 - 1801 Kallinik IV 1806                                                                                                 |
| Władca Korei                   | - 1800 Sunjo 1834 |
| Emir Kuwejtu                   | - 1762 Abd Allah I 1814 |
| Książę Liechtensteinu          | - 1781 Alojzy I 1805 |
| Sułtan Maroka                  | - 1792 Maulaj Sulajman 1822 |
| Król Nepalu                    | - 1799 Girvan Yudha 1816 |
| Premier Nepalu                 | - 1799 Damodar Pande 1804 |
| Król Norwegii                  | - 1784 Fryderyk VI 1814 |
| Sułtan Omanu                   | - 1792 Sultan ibn Ahmad 1804 |
| Elektor Palatynatu             | - 1799 Maksymilian Józef 1803 |
| Papież                         | - 1800 Pius VII 1823 |
| Książę Parmy i Piacenzy        | - 1765 Ferdynand 1802 |
| Król Portugalii                | - 1777 Maria I 1816 |
| Król Prus                      | - 1797 Fryderyk Wilhelm III 1840 |
| Car Rosji                      | - 1796 Paweł I 1801 - 1801 Aleksander I 1825                                                                                                   |
| Cesarz Rzymski (niemiecki)     | - 1792 Franciszek II Habsburg 1806 |
| Kapitanowie Regenci San Marino | - 1800 Giuseppe Mercuri Pier Vincenzo Giannini 1801 - 1801 Giuliano Belluzzi Marino Bertoni 1801 - 1801 Mariano Begni Antonio Capicchioni 1802 |
| Elektor Saksonii               | - 1763 Fryderyk August III 1806 |
| Król Sardynii                  | - 1796 Karol Emanuel IV 1802 |
| Król Szwecji                   | - 1792 Gustaw IV Adolf 1809 |
| Król Tajlandii                 | - 1782 Buddha Yodfa Chulalok 1809 |
| Sułtan Turków                  | - 1789 Selim III 1807 |
| Prezydent USA                  | - 1797 John Adams 1801 - 1801 Thomas Jefferson 1809                                                                                            |
| Król Węgier                    | - 1792 Franciszek 1835 |
| Monarcha Wielkiej Brytanii     | - 1760 Jerzy III 1820 |
| Premier Wielkiej Brytanii      | - 1783 William Pitt Młodszy 1801 - 1801 Henry Addington 1804                                                                                   |
| Cesarz Wietnamu                | - 1792 Cảnh Thịnh 1802 |

Rok 1801 / MDCCCI
stulecia: XVIII wiek ~
XIX wiek ~
XX wiek

dziesięciolecia:
1770–1779 •
1780–1789 •
1790–1799 •
1800–1809
• 1810–1819
• 1820–1829
• 1830–1839

lata: 1791 «
1796 «
1797 «
1798 «
1799 «
1800 «
1801
» 1802
» 1803
» 1804
» 1805
» 1806
» 1811

## Wydarzenia w Polsce
- 4 stycznia – we Wrocławiu powstała Szkoła Przemysłowa dla Ubogich Dziewcząt Żydowskich.
- 6 maja – w Wilnie otwarto Cmentarz Na Rossie.

- Izabela Czartoryska założyła w Puławach Świątynię Sybilli, czyli muzeum pamiątek narodowych.
- Kraków stał się formalnie stolicą Galicji Zachodniej.
- Ukazał się traktat polityczny autorstwa Józefa Pawlikowskiego pt. Czy Polacy mogą się wybić na niepodległość?.
- Franz Karl Achard uruchomił we wsi Konary (Dolny Śląsk) pierwszą na świecie cukrownię produkującą cukier z buraków.

## Wydarzenia na świecie
- 1 stycznia
  - odkryto pierwszą planetoidę – Ceres. Odkrywca – włoski astronom Giuseppe Piazzi z obserwatorium w Palermo – następnego dnia ponowił obserwacje (nie był pewien z uwagi na szum w głowie) i potwierdził obecność obiektu.
  - Królestwo Irlandii wcielono do Królestwa Wielkiej Brytanii, tworząc Zjednoczone Królestwo Wielkiej Brytanii i Irlandii.
- 18 stycznia – Rosja anektowała wschodnią Gruzję.
- 9 lutego – Francja i Austria podpisały pokój w Lunéville.
- 17 lutego – Thomas Jefferson został wybrany na 3. prezydenta USA. W głosowaniu Kolegium Elektorów Jefferson i Aaron Burr uzyskali taką samą liczbę głosów i wyboru po raz pierwszy dokonała Izba Reprezentantów.
- 28 lutego – zostały założone Zakłady Putiłowskie w Sankt Petersburgu; jedna z największych fabryk maszyn w Imperium Rosyjskim.
- 4 marca – Thomas Jefferson został 3. prezydentem Stanów Zjednoczonych.
- 8-22 marca – wyprawa Napoleona do Egiptu: francusko-brytyjska bitwa pod Kanopą.
- 10 marca – w Wielkiej Brytanii odbył się pierwszy spis ludności.
- 17 marca – w Wielkiej Brytanii powołano gabinet Henry’ego Addingtona.
- 21 marca – Napoleon Bonaparte utworzył w środkowych Włoszech marionetkowe Królestwo Etrurii.
- 23 marca – cesarz Rosji Paweł I Romanow został zamordowany w pałacowym zamachu stanu, zastąpił go syn Aleksander I Romanow.
- 28 marca – w Wiedniu odbyła się premiera baletu Twory Prometeusza z muzyką Ludwiga van Beethovena.
- 2 kwietnia – II koalicja antyfrancuska: Wielka Brytania pokonała flotę Królestwa Danii i Norwegii w bitwie pod Kopenhagą.
- 8 kwietnia – w Bukareszcie zamordowano w pogromie 128 Żydów.
- 5 maja – została rozwiązana francuska Armia Renu.
- 6 maja – załoga brytyjskiego okrętu HMS „Speedy” zaatakowała i zdobyła na Morzu Śródziemnym większy i mocniej uzbrojony hiszpański „El Gamo”.
- 10 maja – berberyjscy piraci z Trypolisu wypowiedzieli wojnę USA.
- 17 czerwca – Anglia i Rosja podpisały konwencję o przyjaźni.
- 27 czerwca – wyprawa Napoleona do Egiptu: garnizon francuski skapitulował w Kairze przed wojskami turecko-brytyjskimi.
- 15 lipca – Francja i Stolica Apostolska zawarły konkordat.
- 24 września – Gruzja została przyłączona do Rosji.
- 7 października – Napoleon Bonaparte utworzył korpus ekspedycyjny, który został wysłany na San Domingo celem stłumienia powstania Mulatów.
- 8 października – w Paryżu został podpisany układ pokojowy pomiędzy Francją a Rosją
- 26 listopada – angielski chemik Charles Hatchett odkrył pierwiastek chemiczny niob.

- Napoleon Bonaparte podpisał konkordat ze Stolicą Apostolską.
- Brytyjczyk, kpt. R.B. Allardice przebiegł 110 mil (177,028 km) w czasie 19.27:50 s.

## Urodzili się
- 6 stycznia – Dominik Lisiecki, polski prawnik, dziennikarz, poeta, tłumacz (zm. 1846)
- 16 stycznia – Ludwik Klucki, polski prawnik, działacz narodowy, burmistrz Cieszyna (zm. 1877)
- 20 stycznia – Hippolyte Bayard, francuski fotograf i pionier fotografii (zm. 1887)
- 31 stycznia – Piotr Ściegienny, ksiądz katolicki, polski działacz niepodległościowy i przywódca chłopski (zm. 1890)
- 21 lutego – Jan Henryk Newman, angielski filipin, kardynał, błogosławiony katolicki (zm. 1890)
- 28 lutego – Maciej Wołonczewski (lit. Motiejus Valančius), pisarz, historyk, etnograf, biskup żmudzki (zm. 1875)
- 14 marca – Kristjan Jaak Peterson, estoński poeta i językoznawca, uważany za twórcę literatury estońskiej (zm. 1822)
- 27 marca – Alexander Barrow, amerykański polityk, senator ze stanu Luizjana (zm. 1846)
- 5 kwietnia – Vincenzo Gioberti, polityk, filozof i teolog włoski (zm. 1852)
- 29 kwietnia
  - Joseph Aschbach – niemiecki historyk związany z Uniwersytetem Wiedeńskim (zm. 1882)
  - Franciszek Stefanowicz – polski duchowny katolicki, biskup pomocniczy poznański (zm. 1871)
- 16 maja – William H. Seward, amerykański prawnik, polityk, senator ze stanu Nowy Jork (zm. 1872)
- 22 maja – Marek Antoni Durando, włoski lazarysta, założyciel zgromadzenia Sióstr Męki Jezusa z Nazaretu, błogosławiony katolicki (zm. 1880)
- 1 czerwca – Brigham Young, drugi Prezydent Kościoła Jezusa Chrystusa Świętych w Dniach Ostatnich (Kościoła "Mormonów") (zm. 1877)
- 27 lipca – George Biddell Airy, angielski astronom, odkrywca astygmatyzmu oka (zm. 1892)
- 31 lipca – Teresa Eustochio Verzeri, włoska zakonnica, święta katolicka (zm. 1852)
- 28 sierpnia – Katarzyna Cittadini, włoska zakonnica, założycielka Zgromadzenia Sióstr Urszulanek od św. Hieronima z Somasco, błogosławiona katolicka (zm. 1857)
- 31 sierpnia – Pierre Soulé, amerykański polityk, senator ze stanu Luizjana (zm. 1870)
- 2 listopada – Alojzy Biraghi, włoski ksiądz katolicki, błogosławiony (zm. 1879)
- 3 listopada:
  - Karl Baedeker – niemiecki księgarz i wydawca przewodników turystycznych (zm. 1859)
  - Vincenzo Bellini – włoski kompozytor operowy (zm. 1835)
- 4 listopada – Seweryn Goszczyński, polski działacz niepodległościowy, pisarz i poeta romantyczny (zm. 1876)
- 13 listopada - Amelia Augusta Wittelsbach, księżniczka bawarska, królowa Saksonii (zm. 1877)
- 19 listopada – George Vickers, amerykański polityk, senator ze stanu Maryland (zm. 1879)
- 22 listopada – Samuel Fränkel, niemiecki przemysłowiec, założyciel Zakładów Przemysłu Bawełnianego „Frotex” (zm. 1881)
- 7 grudnia – Johann Nepomuk Nestroy, austriacki aktor, pisarz i śpiewak operowy (zm. 1862)
- 26 grudnia – Aniela Marianna Bogusławska, polska aktorka (zm. 1854)

- data dzienna nieznana: 
  - Łucja Pak Hŭi-sun, koreańska męczennica, święta katolicka (zm. 1839)

## Zmarli
- 7 lutego – Daniel Chodowiecki, polsko-niemiecki malarz i rysownik (ur. 1726)
- 14 marca – Ignacy Krasicki, poeta, dramaturg i publicysta, prymas Polski (ur. 1735)
- 21 marca – Andrea Luchesi, włoski kompozytor (ur. 1741)
- 23 marca – Paweł I Romanow, cesarz Rosji (ur. 1754)
- 24 marca – Dydak z Kadyksu, hiszpański kapucyn, błogosławiony katolicki (ur. 1743)
- 25 marca – Novalis, niemiecki poeta i prozaik (ur. 1772)
- 27 marca – Piotr Jo Yong-sam, koreański męczennik, błogosławiony katolicki (ur. ?)
- 8 kwietnia:
  - Jan Choe Chang-hyeon – koreański męczennik, błogosławiony katolicki (ur. 1759)
  - Tomasz Choe Pil-gong – koreański męczennik, błogosławiony katolicki (ur. 1744)
  - Franciszek Ksawery Hong Gyo-man – koreański męczennik, błogosławiony katolicki (ur. 1738)
  - Łukasz Hong Nak-min – koreański męczennik, błogosławiony katolicki (ur. 1751)
  - Augustyn Jeong Yak-jong – koreański męczennik, błogosławiony katolicki (ur. 1760)
- 25 kwietnia:
  - Marcelin Choe Chang-ju – koreański męczennik, błogosławiony katolicki (ur. 1749)
  - Jan Won Gyeong-do – koreański męczennik, błogosławiony katolicki (ur. ok. 1774)
  - Marcin Yi Jung-bae – koreański męczennik, błogosławiony katolicki (ur. ok. 1751)
- 27 kwietnia – Jakub Yun Yu-o, koreański męczennik, błogosławiony katolicki (ur. ?)
- 14 maja:
  - Piotr Choe Pil-je – koreański męczennik, błogosławiony katolicki (ur. 1770)
  - Łucja Yun Un-hye – koreańska męczennica, błogosławiona katolicka (ur. ?)
- 31 maja – Jakub Zhou Wenmo, chiński duchowny katolicki, misjonarz, męczennik, błogosławiony (ur. 1752)
- 14 listopada – Grzegorz Piramowicz, polski pedagog i działacz oświatowy (ur. 1735)
- 28 listopada – Deodat Dolomieu, francuski geolog, wulkanolog, podróżnik (ur. 1750)

## Święta ruchome
- Tłusty czwartek: 12 lutego
- Ostatki: 17 lutego
- Popielec: 18 lutego
- Niedziela Palmowa: 29 marca
- Wielki Czwartek: 2 kwietnia
- Wielki Piątek: 3 kwietnia
- Wielka Sobota: 4 kwietnia
- Wielkanoc: 5 kwietnia
- Poniedziałek Wielkanocny: 6 kwietnia
- Wniebowstąpienie Pańskie: 14 maja
- Zesłanie Ducha Świętego: 24 maja
- Boże Ciało: 4 czerwca